# Coppa Italia Dilettanti 2005-2006
La Coppa Italia Dilettanti 2005-2006 di calcio è stata disputata tra marzo e aprile 2006 ed è stata vinta dall'Esperia Viareggio.

## Squadre partecipanti
| Regione                  | Squadra              | Città (provincia)         |
| ------------------------ | -------------------- | ------------------------- |
| Piemonte e Valle d'Aosta | Settimo              | Settimo Torinese (TO)     |
| Liguria                  | Imperia              | Imperia                   |
| Lombardia                | Nuova Verolese       | Verolanuova (BS)          |
| Trentino-Alto Adige      | Alta Vallagarina     | Volano (TN)               |
| Veneto                   | Virtus Vecomp Verona | Verona                    |
| Friuli-Venezia Giulia    | Muggia               | Muggia (TS)               |
| Emilia-Romagna           | San Secondo Parmense | San Secondo Parmense (PR) |
| Toscana                  | Esperia Viareggio    | Viareggio (LU)            |
| Umbria                   | Pontevecchio         | Ponte San Giovanni (PG)   |
| Marche                   | Montegiorgio         | Montegiorgio (FM)         |
| Lazio                    | Santa Marinella      | Santa Marinella (RM)      |
| Abruzzo                  | Pianella             | Pianella (PE)             |
| Molise                   | Guglionesi           | Guglionesi (CB)           |
| Campania                 | Real Ippogrifo Sarno | Sarno (SA)                |
| Puglia                   | Lucera               | Lucera (FG)               |
| Basilicata               | Avigliano            | Avigliano (PZ)            |
| Calabria                 | Rosarno              | Rosarno (RC)              |
| Sicilia                  | Akragas              | Agrigento                 |
| Sardegna                 | Tavolara             | Olbia (SS)                |

- Alta Vallagarina e  Rosarno militavano in Promozione: se avessero vinto la Coppa Italia Dilettanti non avrebbero potuto ottenere la promozione in Serie D.

### Il cammino delle finaliste
| 2005, ore 18:00 1º turno andata | Rosignano Solvay | 0 – 1 | Viareggio |  |

| 2005, ore 17:00 1º turno ritorno | Viareggio | 2 – 1 | Rosignano Solvay |  |

| 2005, ore 16:00 Sedicesimi andata | Villa Basilica | 0 – 1 | Viareggio |  |

| 2005, ore 16:00 Sedicesimi ritorno | Viareggio | 1 – 1 | Villa Basilica |  |

| 2005, ore 16:00 Ottavi andata | Viareggio | 2 – 1 | San Miniato |  |

| 2005, ore 16:00 Ottavi ritorno | San Miniato | 0 – 0 | Viareggio |  |

| 2005, ore 16:00 Quarti andata | Viareggio | 3 – 1 | Pontremolese |  |

| 2005, ore 16:00 Quarti ritorno | Pontremolese | 0 – 1 | Viareggio |  |

| 11 gennaio 2006, ore 15:00 Semifinale andata | Viareggio | 1 – 0 | Cavriglia |  |

| 18 gennaio 2006, ore 15:00 Semifinale ritorno | Cavriglia | 2 – 2 | Viareggio |  |

### Le finali regionali
| Regione                  | Vincitrice           | Finalista               | Risultato           |
| ------------------------ | -------------------- | ----------------------- | ------------------- |
| Piemonte e Valle d'Aosta | Settimo              | Sale Piovera            | 2 - 0               |
| Liguria                  | Imperia              | Virtus Entella          | 1 - 0               |
| Lombardia                | Nuova Verolese       | Isola                   | 0 - 0 dts (4-3 dcr) |
| Trentino-Alto Adige      | Alta Vallagarina     | Merano                  | 2 - 1               |
| Veneto                   | Virtus Verona        | Casalserugo             | 0 - 0 dts (8-7 dcr) |
| Friuli-Venezia Giulia    | Muggia               | Pordenone               | 1 - 1 (4-2 dcr)     |
| Emilia-Romagna           | San Secondo Parmense | Real Misano             | 1 - 0               |
| Toscana                  | Esperia Viareggio    | Marino Mercato Subbiano | 2 - 1 e 2 - 0       |
| Umbria                   | Pontevecchio         | Nocera Umbra            | 2 - 0               |
| Marche                   | Montegiorgio         | Fossombrone             | 2 - 0               |
| Lazio                    | Santa Marinella      | Colleferro              | 3 - 1 dts           |
| Abruzzo                  | Pianella             | Notaresco               | 1 - 0               |
| Molise                   | Guglionesi           | Sesto Campano           | 1 - 0               |
| Campania                 | Real Ippogrifo Sarno | Arzanese                | 1 - 1 dts (3-0 dcr) |
| Puglia                   | Lucera               | Copertino               | 2 - 0               |
| Basilicata               | Avigliano            | Ferrandina              | 1 - 0               |
| Calabria                 | Rosarno              | Compr. Capo Vaticano    | 1 - 0 e 1 - 0       |
| Sicilia                  | Akragas              | Villafranca Tirrena     | 2 - 1               |
| Sardegna                 | Tavolara             | Samassi                 | 0 - 0 dts (4-2 dcr) |

## La prima fase eliminatoria a gironi

### Squadre e gironi
Le 19 squadre partecipanti al primo turno sono state suddivise in 8 gironi:
- i gironi A, B e G sono composti da 3 squadre;
- i gironi C, D, E, F ed H sono composti da 2 squadre.

I gironi sono stati sorteggiati come segue:
| Girone A       | Girone B         | Girone C          | Girone D     | Girone E     | Girone F        | Girone G             | Girone H |
| -------------- | ---------------- | ----------------- | ------------ | ------------ | --------------- | -------------------- | -------- |
| Imperia        | Alta Vallagarina | Esperia Viareggio | Pianella     | Guglionesi   | Santa Marinella | Avigliano            | Akragas  |
| Nuova Verolese | Muggia           | San Secondo P.Se  | Pontevecchio | Montegiorgio | Tavolara        | Lucera               | Rosarno  |
| Settimo        | Virtus Verona    |                   |              |              |                 | Real Ippogrifo Sarno |          |

#### Girone A
| Squadra           | P.ti | G | V | N | P | GF | GS | DR |
| ----------------- | ---- | - | - | - | - | -- | -- | -- |
| 1. Imperia        | 6    | 3 | 2 | 0 | 0 | 3  | 1  | +2 |
| 2. Settimo        | 3    | 3 | 1 | 0 | 1 | 2  | 2  | +0 |
| 3. Nuova Verolese | 0    | 3 | 0 | 0 | 2 | 0  | 2  | -2 |

| 8 marzo 2006, ore 15:00 | Nuova Verolese | 0 – 1 | Imperia |  |

| 15 marzo 2006, ore 15:00 | Settimo | 1 – 0 | Nuova Verolese |  |

| 22 marzo 2006, ore 15:00 | Imperia | 2 – 1 | Settimo |  |

#### Girone B
| Squadra             | P.ti | G | V | N | P | GF | GS | DR |
| ------------------- | ---- | - | - | - | - | -- | -- | -- |
| 1. Virtus Verona    | 6    | 3 | 2 | 0 | 0 | 4  | 2  | +2 |
| 2. Muggia           | 1    | 3 | 0 | 1 | 1 | 2  | 3  | -1 |
| 3. Alta Vallagarina | 1    | 3 | 0 | 1 | 1 | 2  | 3  | -1 |

| 8 marzo 2006, ore 15:00 | Virtus Verona | 2 – 1 | Alta Vallagarina |  |

| 15 marzo 2006, ore 15:00 | Alta Vallagarina | 1 – 1 | Muggia |  |

| 22 marzo 2006, ore 15:00 | Muggia | 1 – 2 | Virtus Verona |  |

#### Girone C
| 8 marzo 2006, ore 15:00 | San Secondo P.Se | 1 – 0 | Esperia Viareggio |  |

| 15 marzo 2006, ore 15:00 | Esperia Viareggio | 3 – 0 | San Secondo P.Se |  |

#### Girone D
| 15 marzo 2006, ore 15:00 | Pontevecchio | 3 – 0 | Pianella |  |

| 22 marzo 2006, ore 15:00 | Pianella | 4 – 4 | Pontevecchio |  |

#### Girone E
| 8 marzo 2006, ore 15:00 | Guglionesi | 0 – 1 | Montegiorgio |  |

| 15 marzo 2006, ore 15:00 | Montegiorgio | 2 – 0 | Guglionesi |  |

#### Girone F
| 8 marzo 2006, ore 15:00 | Tavolara | 0 – 1 | Santa Marinella |  |

| 15 marzo 2006, ore 15:00 | Santa Marinella | 1 – 1 | Tavolara |  |

#### Girone G
| Squadra                 | P.ti | G | V | N | P | GF | GS | DR |
| ----------------------- | ---- | - | - | - | - | -- | -- | -- |
| 1. Real Ippogrifo Sarno | 4    | 3 | 1 | 1 | 0 | 2  | 1  | +1 |
| 2. Lucera               | 3    | 3 | 1 | 0 | 1 | 2  | 1  | +1 |
| 3. Avigliano            | 1    | 3 | 0 | 1 | 1 | 1  | 3  | -2 |

| 8 marzo 2006, ore 15:00 | Lucera | 2 – 0 | Avigliano |  |

| 15 marzo 2006, ore 15:00 | Avigliano | 1 – 1 | Real Ippogrifo Sarno |  |

| 22 marzo 2006, ore 15:00 | Real Ippogrifo Sarno | 1 – 0 | Lucera |  |

#### Girone H
| 8 marzo 2006, ore 15:00 | Akragas | 1 – 1 | Rosarno |  |

| 15 marzo 2006, ore 15:00 | Rosarno | 2 – 1 | Akragas |  |

### Fase a eliminazione diretta

#### Quarti di Finale
| Squadra 1            | Totale | Squadra 2         | Andata     | Ritorno         |
| -------------------- | ------ | ----------------- | ---------- | --------------- |
|                      |        |                   | 29.03.2006 | 05.04.2006      |
| Imperia              | 2 - 2  | Esperia Viareggio | 2 - 1      | 0 - 1           |
| Pontevecchio         | 4 - 5  | Virtus Verona     | 2 - 2      | 2 - 3           |
| Montegiorgio         | 0 - 0  | Santa Marinella   | 0 - 0      | 0 - 0 (7-6 dcr) |
| Real Ippogrifo Sarno | 3 - 2  | Rosarno           | 3 - 1      | 0 - 1           |

#### Semifinali
| Squadra 1         | Totale | Squadra 2            | Andata     | Ritorno    |
| ----------------- | ------ | -------------------- | ---------- | ---------- |
|                   |        |                      | 12.04.2006 | 20.04.2006 |
| Esperia Viareggio | 3 - 2  | Virtus Verona        | 2 - 0      | 1 - 2      |
| Montegiorgio      | 1 - 2  | Real Ippogrifo Sarno | 1 - 0      | 0 - 2      |

#### Finale
| Arbitro: | Valentini (Città di Castello) |

| |            | |
| Francesconi 16’, 42’ | Marcatori  | |
| · Franchi · Pelliccia · Marcuccetti · Bonini · Barsotti · Fersini · (70' Capitani) Andreotti · Fruzza · (85' Luzzoli) Francesconi · Cazzarotto · (70' Pellecani) Santini | Formazioni | · Bianco · D'Amico · Pascale (46' Adiletta) · Balestrin · Pallonetto (55' Villacalo) · Lanzetta · Zupolo · Guadagno (46' Di Falco ) · Incitti · Martone · Stellato |
| Carlo Caramelli | Allenatori | Squillante |